# 小長梁文化
小長梁文化是東亞最早的舊石器時代文化之一。 位於中國河北省陽原縣大田窪鄉官廳村，为张家口市阳原县的一个省级文物保护单位，类型为古遗址。由法國考古學家德日進在此發現了距今約136萬年的早期石器。從1972至1978年，陸續有2000多件石器及石器殘片被發掘，為中國舊石器時代文化提供了有效的研究途徑。2001年6月25日，小长梁遗址作为泥河湾遗址群的子项公布为第五批全国重点文物保护单位。